# RT-20P (Rakete)
Die RT-20 (russisch РТ-20Р) war eine mobile sowjetische Interkontinentalrakete aus der Zeit des Kalten Krieges. Der NATO-Codename der Rakete lautet SS-15 Scrooge bzw. SS-X-15. Der GRAU-Index lautete 8K99.

## Beschreibung
Die RT-20P war die erste mobile sowjetische Interkontinentalrakete. Anfangs war es für westliche Experten noch unklar, ob die Rakete aus zwei oder drei Raketenstufen besteht. Es stellte sich heraus, dass der Flugkörper aus zwei Stufen besteht, wobei die erste Stufe von einem Feststoffraketenmotor und die zweite Stufe von einem Flüssigkeitsraketenmotor angetrieben wurde. Die erste Stufe verwendet eine rotierende Düse. In der Entwicklungsphase der RT-20P waren drei verschiedene Startmodifikationen vorgesehen. Die Rakete sollte je nach Version aus einem Silo, von einem Lkw- oder Panzerfahrzeug oder einem mobilen Schienenfahrzeug aus gestartet werden. Letztendlich wurde nur die Lkw- bzw. Panzervariante realisiert. Hierbei befindet sich die Rakete in einem Transport-Start-Kanister, der vor dem Start in eine vertikale Position gebracht werden musste. Der Raketenstartbehälter befand sich auf dem Chassis eines T-YUM-Panzers.

Der RT-20P-Raketenkomplex wurde vom Konstruktionsbüro für Raketen und Raumfahrtausrüstung OKB-586 Jangel, heute KB Juschnoje entwickelt. Die Arbeiten waren im Dezember 1964 beendet. Am 24. August 1965  wurde die Entwicklung offiziell bestätigt. Zum ersten Mal wurde das Raketensystem im November 1965 in Moskau auf einer Militärparade präsentiert. Die ersten Flugtests fanden erst im Oktober 1967 statt. Der erste Test, der von westlichen Geheimdiensten registriert werden konnte, fand am 12. Februar 1968 statt, wobei es sich bei diesem Test um einen Fehlschlag handelte. Insgesamt wurden neun Teststarts der RT-20P vorgenommen, wobei der erste erfolgreiche Start erst am 7. August 1967 erfolgte. Offenbar wurde das Programm nach dieser Testphase abgebrochen. Der RT-20P-Raketenkomplex wurde im Oktober 1969 offiziell unterbrochen. Das System wurde nie in den aktiven Dienst in den sowjetischen Strategischen Raketentruppen übernommen. Deshalb auch die alternative NATO-Bezeichnung SS-X-15.